# سیارک ۳۷۵۳

کروئینیه و زمین در مدار خود به دور خورشید.

سیارک ۳۷۵۳ یا کروئینیه (به انگلیسی: 3753 Cruithne، نامگذاری:1986TO) سه هزار و هفتصد و پنجاه و سومین سیارک کشف شده است که در ۱۰ اکتبر ۱۹۸۶ کشف شد.
قدر مطلق سیارک برابر ۱۵٫۱۰ است. قطر تقریبی این سیارک ۵ کیلومتر و کمترین فاصلهٔ آن با زمین ۱۲ میلیون کیلومتر است (نزدیک به ۳ برابر فاصلهٔ ماه تا زمین) که در اواخر آبان (نوامبر میلادی) اتفاق می‌افتد.
گمانه‌های است که می‌گویند این سیارک در سال ۲۰۳۵ به سیارک آشوب ۱۹۵۲۱ نزدیک شده و به احتمال ۴٫۷۹٪ با هم برخورد می‌کنند.
سیارک کروئینیه با رزونانس مداری ۱ به ۱ نسبت به زمین و با سرعت ۲۷٫۷۳ کیلومتر بر ثانیه به دور خورشید می‌چرخد. تناوب مداری کروئینیه نزدیک به ۳۶۴ روز زمینی است که از این بابت بسیار به زمان حرکت زمین به دور خورشید نزدیک است و به نظر می‌رسد که این دو یکدیگر را در فضا دنبال می‌کنند. به همین علت کروئینیه به اشتباه ماه دوم زمین نام گرفته است.